# 佐野日本大学短期大学

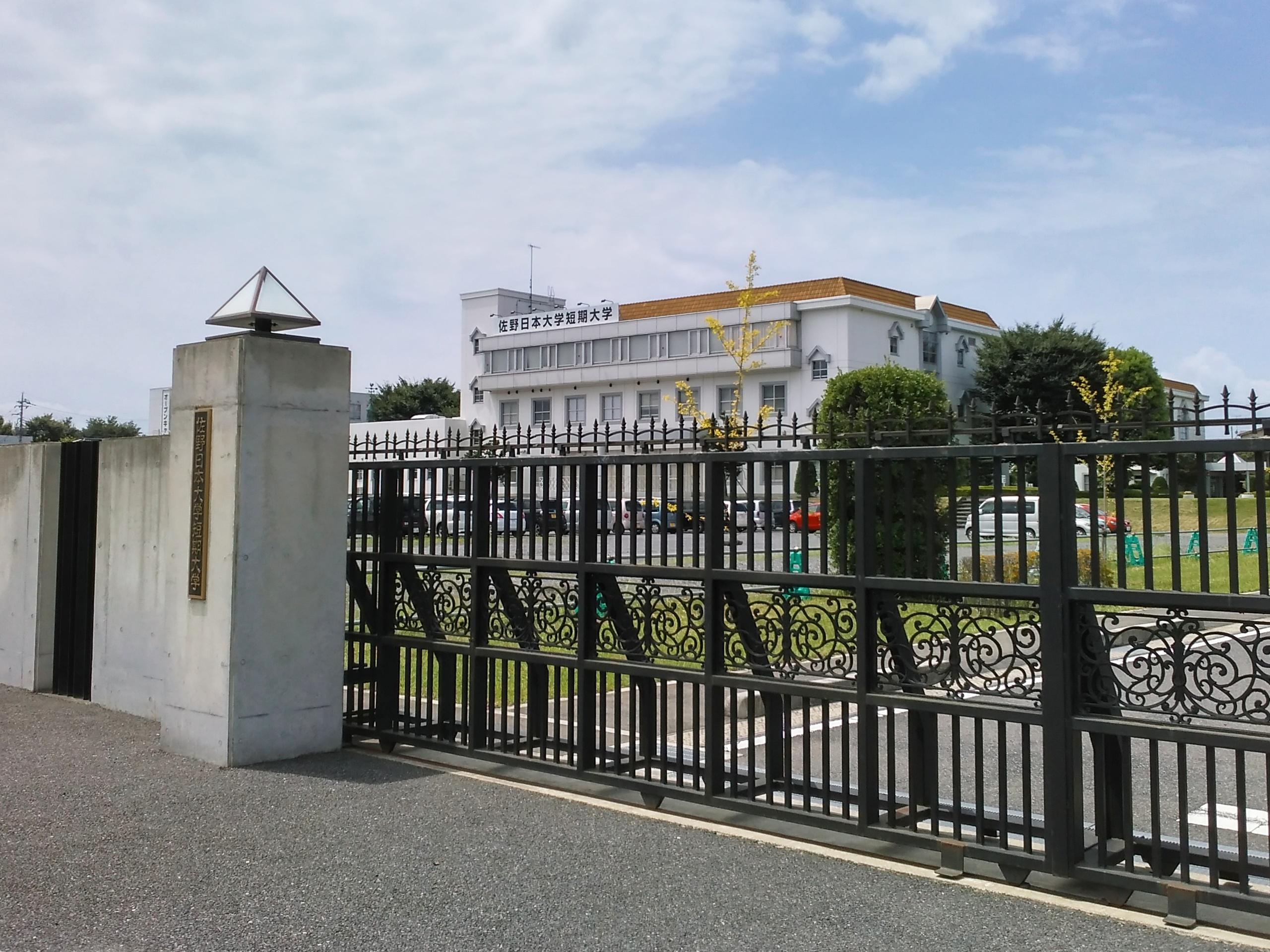
正門

佐野日本大学短期大学（さのにほんだいがくたんきだいがく、英語: Sano Nihon University College）は、栃木県佐野市高萩町1297に本部を置く日本の私立大学。1990年創立、1990年大学設置。大学の略称は佐野短（サノタン）。

## 概観

### 大学全体
- 栃木県佐野市に所在する日本の私立短期大学で、設置主体は学校法人佐野日本大学学園[1]。
- 1990年に佐野女子短期大学として開学。学名通り当初は女子短大だったが男女共学になってからは社会福祉学科が増設されイメージが変わっている。2010年4月1日より、総合キャリア教育学科が設置[注 2]された。2017年4月1日付で日本大学の準付属校となった[注釈 1]。

### 教育および研究
- 語学（英語）教育関連では、市内の小学校、栃木県内の高等学校に学生を派遣する制度や、北米西海岸、ハワイ、台湾等での海外研修や短期留学（米国）が行なわれている。また、ビジネス分野では、実学を重視した「経営実践特別講座｣・｢起業家教育プログラム」・｢インターンシップ｣などがある。介護福祉士・保育士（幼稚園教諭）・栄養士・社会福祉士等の資格取得を目指す課程では、実学に即した各種の実習を行っている。なお、地域連携・貢献の観点も踏まえ、地域の歴史・文化を検証し未来に繋げる地域研究・教育の一環として、2017年のより『佐野学』講座を開講している。

### 学風および特色
- 習熟別クラス分け、スチューデント・アシスタント制度、資格試験や検定試験の対策指導の講座、公務員試験受験（公務員コース）、4年制大学3年次編入（編入コース）など多彩な学習支援制度が行われているほか、経営にあたって様々な活動をおこなっているところに特色がある。そのことから、2006年・2013年・2019年に財団法人短期大学基準協会の認証評価（旧:第三者評価）にて適格と判定されている。

## 沿革
- 1964年
  - 5月1日 学校法人佐野日本大学学園が設立する[2]。
- 1989年
  - 12月22日 左記を以て文部省[注 3]より短期大学の設置が認可される[3]。
- 1990年
  - 4月1日 佐野女子短期大学（さのじょしたんきだいがく）として以下の学科体制にて開学する[3]。
    - 英米語学科 入学定員100名
    - 経営情報科 入学定員100名

  - 5月1日 学生数[4]/定員
    - 英米語学科 111[注釈 2]/100
    - 経営情報科 148[注釈 2]/100
- 1992年
  - 4月1日 経営情報科の入学定員を100[5]→150[6]に増員[7]。
  - 5月1日 学生数[注 4]/定員
    - 英米語学科 262[注釈 2]/200
    - 経営情報科 327[注釈 2]/250
- 1993年
  - 4月1日 当年度における英米語学科の入学生より、教職課程が履修できるようになる[10]。
- 1996年
  - 4月1日 男女共学化し、佐野国際情報短期大学（さのこくさいじょうほうたんきだいがく）と改称する[11]。
  - 5月1日 学生数[12]/定員
    - 英米語学科 245[注 5]/200
    - 経営情報科 416[注 6]/300
- 1998年
  - 4月1日 以下の学科を増設する[注 7]。
    - 社会福祉学科
      - 社会福祉専攻 入学定員50名
      - 介護福祉専攻 入学定員30名

  - 5月1日 学生数[15]/定員
    - 英米語学科 182[注 8]/200
    - 経営情報科 353[注 9]/300
    - 社会福祉学科 147[注 10]/130
- 1999年
  - 5月1日 学生数[16]/定員
    - 英米語学科 184[注 11]/200
    - 経営情報科 300[注 12]/300
    - 社会福祉学科 284[注 13]/260
- 2001年
  - 4月1日 社会福祉学科に以下の専攻課程が増設される[17]。
    - 児童福祉専攻 入学定員80名

  - 同 以下の学科について定員減を次の通り行う[17]。
    - 英米語学科 100→70
    - 経営情報科 150→100
- 2002年
  - 4月1日 学名を佐野短期大学に改称する[18]。
- 2003年
  - 4月1日 社会福祉学科に以下の専攻課程が増設される[19]。
    - 栄養福祉専攻 入学定員80名

  - 同 学科の入学定員減を以下の通り行う[19]。
    - 英米語学科 70→40
    - 経営情報科 100→70
    - 社会福祉学科社会福祉専攻 50→30
- 2004年
  - 4月1日 一部、学科の入学定員を以下の通り変更する[20]。
    - 社会福祉学科児童福祉専攻 80→100
    - 経営情報科 70→50
- 2005年
  - 4月1日 社会福祉学科栄養福祉専攻に栄養教諭免許状課程が認可される。
- 2007年
  - 4月1日 一部、学科・専攻の入学定員を以下の通り変更する[21]。
    - 英米語学科 40→30
    - 社会福祉学科
      - 介護福祉専攻 80→60
      - 児童福祉専攻 100→130
- 2010年
  - 4月1日 この年度の入学生より以下の学科に再編される[22]。
    - 総合キャリア教育学科 入学定員300名
- 2011年
  - 3月31日 旧来の以下の学科を廃止とする[23]。
    - 英米語学科
    - 経営情報科
    - 社会福祉学科全専攻
- 2017年
  - 4月1日 日本大学の準付属校となり、佐野日本大学短期大学（さのにほんだいがくたんきだいがく）に改称[24]。
  - 同 以下の課程を開設[24]。
    - 日本語別科
- 2019年
  - 4月1日 この年度の入学生より総合キャリア教育学科の中学校教諭二種免許状（英語）の教職課程を履修不可とする。
- 2020年
  - 4月1日 日本語別科の募集を停止。

## 基礎データ

### 所在地
- 栃木県佐野市高萩町1297

#### 交通アクセス
- JR両毛線・東武佐野線佐野駅より市内を走る循環バス「佐野万葉浪漫バス」で約15分。
- 東武日光線・栃木駅より通学用カレッジバスで約25分。

※イベント開催時の栃木駅発カレッジバスの運行は問合せにて確認。

### 象徴
- ホームページを参照。ほか右記資料にもあり[25]。

## 教育および研究

### 組織

#### 学科
- 総合キャリア教育学科 入学定員300名[1]
  - こどもフィールド（保育士養成課程）
  - 栄養士フィールド（栄養士養成課程）
  - 社会福祉士・介護福祉士フィールド（介護福祉士養成課程）
  - 医療事務フィールド
  - グローバル イングリッシュフィールド
  - 観光ホスピタリティフィールド
  - 経営ビジネス＆スポーツフィールド
  - AI・ロボットフィールド
  - 編入コース
  - 公務員コース

##### 過去の学科体制[注 14]
- 英米語学科 入学定員30名[注 15]
- 経営情報科 入学定員50名
- 社会福祉学科
  - 社会福祉専攻 入学定員30名
  - 介護福祉専攻 入学定員60名
  - 児童福祉専攻 入学定員130名
  - 栄養福祉専攻 入学定員80名

### 専攻科
- なし

### 別科
- 日本語別科[28]が設置されていた。

#### 附属機関
- 図書館
- 地域連携センター
- ボランティアセンター
- 留学（国際交流）センター

#### 関連法人
- 社会福祉法人桜和会（特別養護老人ホーム大栗の里、認可保育園おおぐり保育園、おおぐり子どもクラブを運営）

#### 研究
- 『佐野女子短期大学研究紀要』[29]
- 『佐野国際情報短期大学研究紀要』[30]
- 『佐野短期大学研究紀要』[31]
- 『佐野日本大学短期大学研究紀要』[32]

## 学生生活

### 部活動・クラブ活動・サークル活動
- 佐野日本大学短期大学におけるクラブ活動一覧（一部）
- 体育系：バレーボール・テニス・卓球・陸上競技・サッカー・剣道・ハンドボール・バスケットボールほか
- 文化系：SEM・軽音楽・ダンス・点字・華道・手話・ボランティアほか

### 学園祭
- 学園祭は「みかも祭」と呼ばれ、毎年概ね10月に行われている。

## 大学関係者一覧
- 青木清相：第3代学長
- 輿水優：第6代学長
- 佐藤三武朗：第7代学長
- 小山裕三：第8代学長[33]

## 施設

### キャンパス
- 本館
- 講義棟
- みかも館：図書館・学生食堂などが入る。
- 社会福祉棟
- 栄養福祉棟
- 大講義室
- 体育館
- グラウンド

## 対外関係

### 地方自治体との協定
- 2006年より佐野市と連携協定を結んでいる。

### 高等学校との協定
- 栃木県立栃木商業高等学校　高大連携協定

### 他大学との協定
- 日本大学、放送大学[34]、金城大学、大学コンソーシアムとちぎ（栃木県内の各大学・短期大学・高等教育機関）

#### アメリカ
- ポートランド州立大学、カンザス州立大学
  - アジア諸国（中国や台湾、ベトナムの大学等）
- 姉妹校等
  - 佐野日本大学中等教育学校・ 佐野日本大学高等学校

### 関係校
- 日本大学 - 2017年4月より日本大学の準付属校[注釈 1]。それまでも関連校であった。

## 社会との関わり
- 地域貢献・地域連携に立脚し、2007年より佐野市との地域連携事業として「幼児絵画展」「子育て応援広場」が行われているほか、佐野市・同教育委員会主催事業（小学校・中学校の英語教育等）への支援等を実施している。
- 高大連携として、栃木県内の高校10校と高大連携協定を締結している。

## 卒業後の進路について

### 就職について
- 正規採用就職率99.6％（2020年３月卒業生）を達成している。なお、従来から就職に強い短期大学であり、ほとんどの者が正規採用職である。
- 学科の性格上、多様な分野・専攻が含まれているが、全分野の平均が99.6％であり、中には栄養士、保育士、幼稚園教諭、医療事務社会福祉士、介護福祉士等のように就職率が100％も多く、それ以外の分野でもほぼ100～95％超の高い就職率となっている。ちなみに、外国人留学生の就職率も100％となっている。
- 一般企業：プリンスホテル・星野リゾート・栃木銀行・足利銀行・あしぎん事務センター・佐野信用金庫・ヤマトエスロン・JTB関東・フルヤ金属・アルファ・清国グループ・関東自動車・栃木トヨタ・栃木スバル自動車・スズキ自販栃木・ホンダ・第一三共製薬・佐藤商事・板通・東京フード・アスワン・オータニ・とりせん・三城・サンルートホテルチェーン・シャディ・埼玉高速鉄道・ジェイティービー・栃木グランドホテル・ホテルニューイタヤ・ホテル東日本・雅秀殿・全日本空輸 (ANA)・ECC総合教育機関・南が丘牧場・国民生活金融公庫・足利小山信用金庫・桐生信用金庫・群馬銀行・常陽銀行・東和銀行・中央労働金庫・ダイドードリンコ・日本電産コパル電子・育良精機・大昌電子・タマポリ・森六・大協精工・日東電機製作所・電気興業・滝沢ハム・富士食品工業・北関東綜合警備保障・やじま印刷・富士機材サービス・五十鈴・福田屋百貨店・フェニックス・ヤマダ電機・かましん・フジタコーポレーション・たいらや・イトキン・第一倉庫冷蔵・イエローハット・東日本旅客鉄道（JR東日本）・丹平中田・カルソニックカンセイ、各市町役場がある。
- 医療事務では、日本大学医学部附属板橋病院、自治医科大学付属病院、獨協医科大学付属病院、埼玉医科大学付属病院、栃木県済生会病院、各地の日本赤十字病院、各市JA(厚生連)系病院の他、各都市の病院、医院への就職が多い。
- 福祉施設関係：介護専門職に就く場合は、地元栃木県・群馬県・茨城県の他、関東から東北・信越等の特別養護老人ホームや老人保健施設等が多い。
- 保育園・幼稚園・児童施設等：保育所への就職者が多い傾向にある。幼稚園への就職も人気である。他の就職実績として、障害児施設・小児病院等などがある。各市町村立保育所などの公立保育所にも強く、また、公立学校職員への採用（合格）実績も例年あり、公立の保健施設（小児・障害児施設）への採用もある。
- 栄養士関係：保育所・幼稚園・学校給食センター・病院（県内・隣県の大規模～中小規模の病院）・福祉施設・大型薬局等での栄養士業務に就く者が多い。給食サービス企業としては、日清医療食品・富士産業・メフォス・シー・アンド・エス・ベネミール・シダックスフードサービスなど。

### 編入学・進学実績
- 岩手大学・福島大学・宇都宮大学・群馬大学・高崎経済大学・日本大学・女子栄養大学・日本社会事業大学・桜美林大学・杏林大学・駒沢女子大学・大東文化大学・帝京大学・東洋大学・文化女子大学・文教大学・立正大学・鶴見大学・北陸大学・筑波学院大学・流通経済大学・東京国際大学・高崎商科大学・東京情報大学・東京経済大学・産業能率大学・横浜商科大学・愛知学院大学・追手門学院大学・名桜大学・淑徳大学・愛知県立大学・東北文化学園大学・つくば国際大学・城西国際大学・東北福祉大学・聖学院大学・長野大学・日本福祉大学・東京福祉大学・梅花女子大学・茨城キリスト教大学・東京家政学院大学・関東学院大学ほか